# James Earle Fraser
Pour les articles homonymes, voir Fraser.
James Earle Fraser, né le 4 novembre 1876 à Winona et mort le 11 octobre 1953 à Westport, est un sculpteur américain.

## Biographie
À 4 ans, James Earle Fraser et sa famille déménagent dans le Dakota du Sud où il grandit en territoire Amérindien. Ici, il apprend à fabriquer des pointes de flèches avec des enfants sioux et s'instruit à la sculpture avec son voisin, un sculpteur amateur. Plus tard, l'American Art Association de Paris lui accorde une bourse de mille dollars de et il étudie la sculpture à l'École nationale supérieure des Beaux-Arts.
Également élève de l'École de l'Institut d'art de Chicago et de l'Académie Colarossi, il est notamment connu pour son travail qui a enrichi le patrimoine sculptural de Washington de plusieurs œuvres dont certaines parmi les plus emblématiques de la ville de Washington, comme le Second Division Memorial.
Après son retour aux États-Unis, il ouvre son propre studio à New York et enseigne à l'Art Students League. Il est l'un des fondateurs de l'Association des peintres et sculpteurs américains (Association of American Painters and Sculptors) et président de la National Sculpture Society (en).
Il est chargé de créer des sculptures pour les bâtiments de la Cour suprême, des archives nationales et du département du Commerce, ainsi que des portraits historiques, présidentiels et militaires. Il a également conçu la pièce de 5 cents Buffalo (surnommée Buffalo Nickel). En 1917, il conçoit la médaille de victoire Navy Cross de la Première Guerre mondiale. En 1925, il crée le modèle de la Norse-American medal (en).
En 1951, l'Académie américaine des arts et des lettres lui décerne la médaille d'or de la sculpture.
Son épouse, Laura Gardin Fraser était, elle aussi, sculptrice. Tous deux sont enterrés dans le cimetière de Willowbrook (en) à Westport, Connecticut.

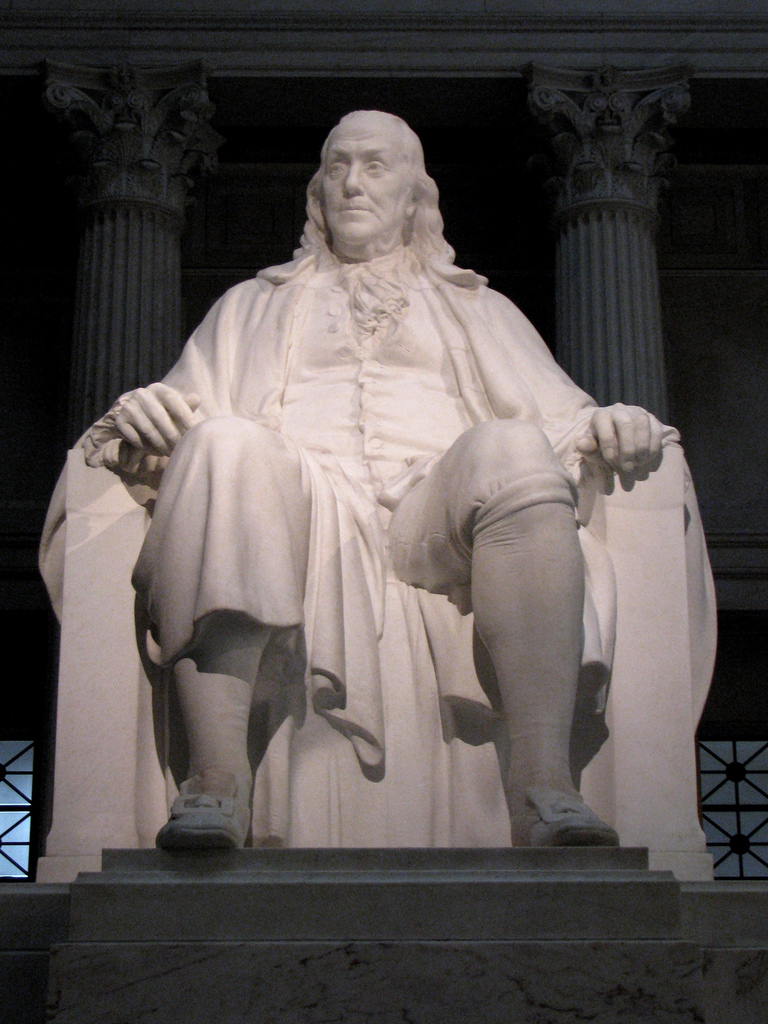
Statue de Benjamin Franklin au Benjamin Franklin National Memorial.

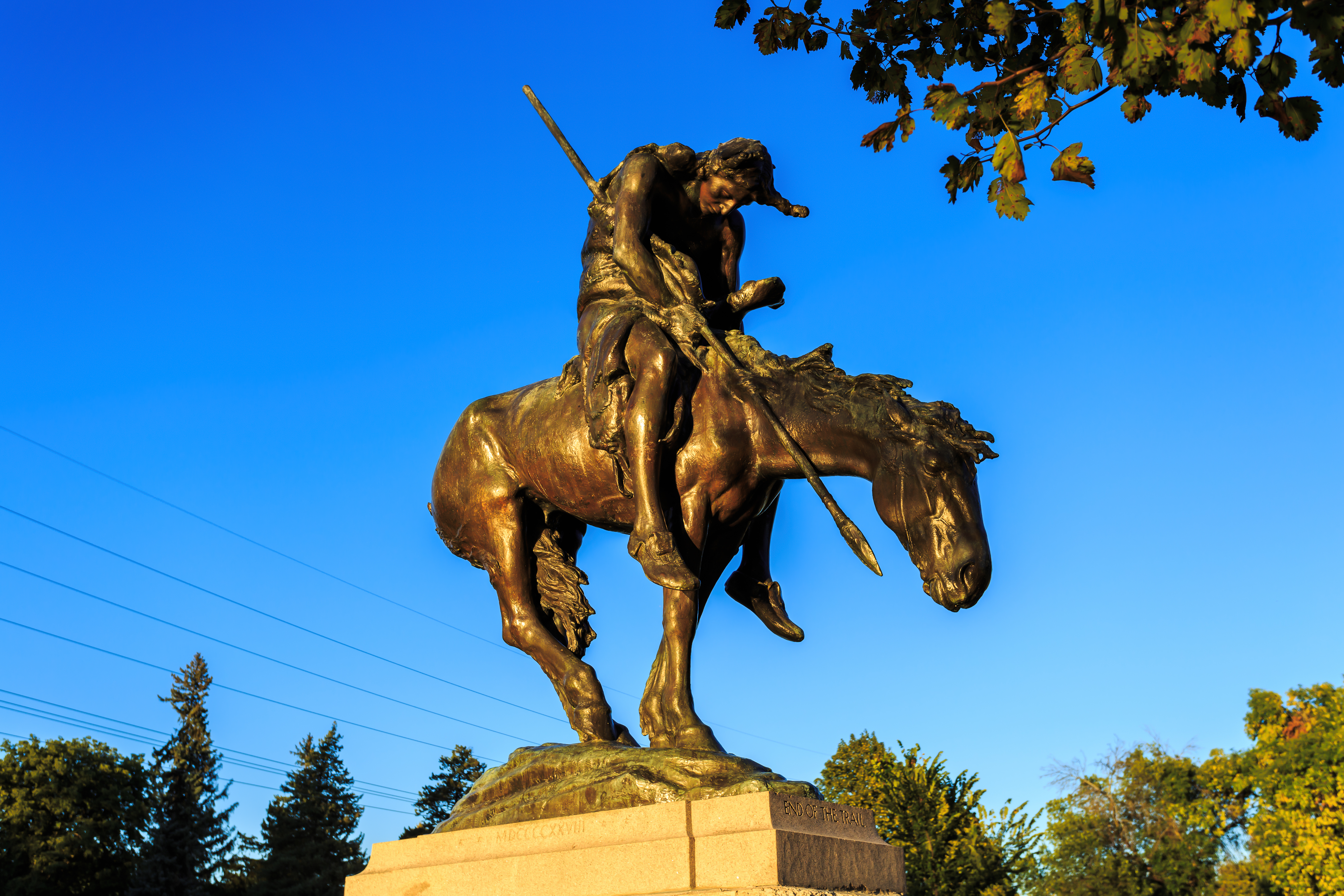
'.